# Теорема Фенхеля про поворот кривої
Теорема Фенхеля стверджує, що варіація повороту будь-якої замкнутої кривої не менша від {\displaystyle 2{\cdot }\pi } і рівність досягається лише в разі опуклої плоскої кривої. Зокрема, середня кривина замкнутої кривої довжини {\displaystyle \ell } не може бути меншою від {\displaystyle 2{\cdot }\pi /\ell }.
Теорему довів Вернер Фенхель 1929 року.

## Про доведення
Зазвичай доведення будують на твердженні, що сферична крива довжини менше ніж {\displaystyle 2{\cdot }\pi } лежить у відкритій півсфері. Це твердження можна довести, наприклад, застосувавши формулу Крофтона, але відомі й елементарніші доведення.
Залишається зауважити, що крива, утворена одиничними дотичними векторами (дотична індикатриса) до початкової кривої, не може лежати у відкритій півсфері. Отже її довжина не менша від {\displaystyle 2{\cdot }\pi }, довжина ж цієї кривої збігається з інтегралом кривини.

## Варіації та узагальнення
- Лема Решетняка про хорду. Якщо регулярна гладка {\displaystyle \gamma \colon [a,b]\to \mathbb {R} ^{n}} підходить до своєї хорди {\displaystyle [\gamma (a),\gamma (b)]} під кутами {\displaystyle \alpha } і {\displaystyle \beta }, то поворот кривий {\displaystyle \gamma } принаймні {\displaystyle \alpha +\beta }.
  - Це твердження легко випливає з теореми Фенхеля, але найчастіше його зручніше використовувати. Наприклад, сама теорема Фенхеля випливає, якщо застосувати лему до розбиття замкнутої кривої на дві дуги.